# Lopužnje
Lopužnje (Servisch cyrillisch Лопужње) is een plaats in de Servische gemeente Novi Pazar. De plaats telt 70 inwoners (2002).